# Первый московский хоспис
Первый московский хоспис имени В. В. Миллионщиковой Департамента здравоохранения города Москвы (до 2013 года — Первый московский хоспис) — государственное бюджетное медико-социальное учреждение, специализирующееся на оказании помощи онкологическим больным IV клинической группы. Хоспис начал свою работу в 1994 году, в 1997 году был открыт стационар по адресу ул. Доватора, д. 10. Хоспис был создан по инициативе врача-онколога Веры Миллионщиковой и английского журналиста и общественного деятеля Виктора Зорза.

## Общая информация
Хоспис им. Миллионщиковой является первой открытой в столице организацией, занимающейся паллиативной помощью, то есть деятельностью по поддержке и улучшению качества жизни больных, которым диагностировали смертельно опасное заболевание. На данный момент Первый московский хоспис действует как филиал «Московского многопрофильного центра паллиативной помощи Департамента здравоохранения города Москвы» под руководством А. Н. Ибрагимова.
Учреждение оказывает медицинскую, социальную, психологическую, юридическую и духовную помощь онкологическим больным с IV, тяжелейшей стадией онкологической болезни, и их родственникам. Работа хосписа проводится в соответствии с принятыми Всемирной организацией здравоохранения нормами.
Стационар хосписа рассчитан на 30 мест и оказывает бесплатную помощь пациентам, проживающим в Центральном округе Москвы. Получить поддержку могут также жители других районов столицы и иногородние пациенты по специальному направлению, предоставляемому Департаментом здравоохранения.
Решение о госпитализации пациента принимается на основе нескольких факторов:
- наличия диагностированного онкологического заболевания в терминальной стадии;
- тяжести состояния больного, наличия болевого синдрома, не купируемого в домашних условиях;
- особенностей социально-психологического состояния и показаний больного и его родственников[4].

Отделение круглосуточного медицинского наблюдения и лечения ежегодно помогает около 2000 больным и работает с их родственниками. Кроме стационара, структура хосписа включает в себя выездную патронажную службу, на наблюдении которой состоят около 350 человек, а также вспомогательные подразделения и службы.
Специализированная помощь пациентам, находящимся под наблюдением специалистов выездной службы, оказывается в соответствии с тем, нуждаются они преимущественно в медицинской или в социальной поддержке.
Хоспис предоставляет следующие виды услуг:
- квалифицированную медицинскую помощь;
- проведение необходимой обезболивающей и симптоматической терапии;
- психотерапевтическую помощь больному и его родственникам;
- обеспечение питания, в том числе диетического, в соответствии с врачебными рекомендациями и пожеланиями больного;
- проведение поддерживающего паллиативного лечения инкурабельных больных;
- консультации пациентов и их родственников;
- транспортировку пациентов[4]

Для поддержки хосписного движения в России в 2006 году был создан фонд «Вера», возглавляемый дочерью В. Миллионщиковой Анной Федермессер.
С 2013 года хоспис носит имя В. В. Миллионщиковой, врача-онколога, основавшей и на протяжении 16 лет руководившей учреждением. Торжественное открытие новой вывески было приурочено к 20-летию работы выездной службы организации.
Деятельное участие в жизни хосписа принимают многие известные люди: Ингеборга Дапкунайте, Анастасия Чухрай, Людмила Улицкая, Андрис Лиепа, Татьяна Арно, Чулпан Хаматова, Софико Шеварднадзе и др.

## История создания
Инициатором хосписного движения в России был английский журналист Виктор Зорза. С его именем связано учреждение первого в истории современной России хосписа в Санкт-Петербурге в 1990 году. Врач Андрей Владимирович Гнездилов возглавил первый в России центр помощи больным раком. Активисты паллиативной службы понимали, что открытие одного подобного медицинского учреждения недостаточно, и способствовали дальнейшему развитию хосписного движения в России.
Вскоре в Москве при участии Виктора Зорзы было создано Российско-Британское благотворительное общество «Хоспис» для оказания поддержки российскому хосписному движению. Спустя несколько лет, в 1992 году здесь организуется инициативная группа, состоящая из профессиональных медицинских работников и волонтёров, и помогающая больным в домашних условиях.
Выездная служба Первого московского хосписа была создана в 1994 году на основе общественной организации. Следующим этапом в истории московского хосписа было открытие дневного стационара для помощи тяжелобольным пациентам на основе уже имеющегося опыта санкт-петербургского хосписа в Лахте. Первостепенная роль в создании постоянного центра паллиативной помощи в Москве принадлежит Виктору Зорзе и врачу Вере Миллионщиковой. Открытие нового здания хосписа происходило при активной финансовой и административной поддержке правительства Москвы. Авторы сборника «Хосписы» отмечают, что Зорза также способствовал тому, что Маргарет Тэтчер было написано письмо на имя Юрия Лужкова с просьбой о поддержке хосписного движения в России.
В течение восьми лет Первый московский хоспис оставался единственным центром в Москве, бесплатно предоставляющим медицинскую, социальную, психологическую помощь онкологическим больным и их родственникам. Однако постепенно идеи реализации прав гражданина на помощь, необходимую при смертельном заболевании, распространяются по всей России. На данный момент в России функционируют около 100 хосписов в различных городах страны.

## Организация работы

### Финансирование
Деятельность Первого московского хосписа поддерживается государственным финансированием и пожертвованиями общественных организаций. Основатель фонда В. Миллионщикова отмечает, что на 2006 год 80 % материальных средств хосписа составляла государственная помощь, 20 % — частных фондов. При этом мнение как В. Миллионщиковой, так и Елизаветы Глинки, основателя Киевского хосписа, состоит в том, что хосписы должны оказывать помощь совершенно бесплатно.

### Регламентирующие документы
Комитет здравоохранения Правительства Москвы в 2002 году утвердил Типовое положение о хосписе, который регламентирует работу хосписов в Москве, в том числе, и Первого московского хосписа. Согласно принятому документу, главные задачи работы хосписа состоят в обеспечении симптоматического (паллиативного) лечения, подборе необходимой обезболивающей терапии, оказания медико-социальной помощи, ухода, психосоциальной реабилитации, а также психологической и социальной поддержки родственников на период болезни и утраты ими близкого. В Положении отмечается, что работа хосписа основывается на принципах милосердия и гуманизма, и состоит в «формировании новой формы медико-социального обеспечения» и «повышение доступности стационарной медицинской помощи больным в терминальной стадии и улучшение медицинской помощи на дому» (п. 3.1).

### Персонал
Первый московский хоспис тщательно относится к определению социальных, психологических, нравственных, профессиональных установок своего персонала. По словам Веры Миллионщиковой, персонал и волонтёров хосписов подобрать чрезвычайно сложно. Процедура отбора кадров в Первом московском хосписе выглядит следующим образом: каждый человек, выразивший своё желание работать с онкологическими больными, должен отработать минимум 60 часов волонтером после прохождения собеседования и тестирования. После этого, решение о принятии или отказе принимается коллегиально всем персоналом, на службах которого побывал доброволец. Если решение положительное, работника принимают на испытательный срок в три месяца. После трёхмесячного срока с работником может быть заключён контракт на год, и только после этого ему предлагают работу на бессрочной основе. Миллионщикова отмечала, что подобная система помогает узнать истинные мотивы прихода человека на работу в хоспис.
Несмотря на сложную процедуру по подбору персонала, текучесть кадров составляет приблизительно 40 %. Это касается в основном среднего и младшего персонала, который занимается наиболее сложной работой. При этом хоспис обеспечивает своим работникам достойную заработную плату, состоящую из бюджетных средств и социального пакета. Социальный пакет включает в себя оплату проезда на работу, бесплатные обеды для сотрудников и добровольцев, частичную оплату коммунальных услуг, бесплатные оздоровительные лагеря для детей работников.
По данным, представленным Дианой Невзоровой, главным внештатным специалистом паллиативной медицинской помощи Министерства здравоохранения РФ, штатное расписание персонала хосписа им. В. В. Миллионщиковой на 2013 год составляло 37 физических лиц, 4 из которых — врачи, 19 — средний медперсонал, 14 — младший медперсонал.
Опираясь на опыт и нормы, установленные Всемирной организацией здравоохранения, Правительство Москвы определяет, что хоспис мощностью в 25-30 коек способен обеспечивать нужды населения района численностью до 600 000 человек. Среднее пребывание больного в стационаре составляет 17-19 дней. Однако под наблюдением выездной службы хосписа пациент может находиться неограниченное количество времени.

### Принципы работы
Принципы, без которых невозможна работа в сфере оказания паллиативной помощи:

1. За смерть нельзя платить.

2. Хоспис — дом жизни, а не смерти.

3. Контроль за симптомами позволяет качественно улучшить жизнь больного.

4. Смерть как и рождение — естественный процесс. Его нельзя торопить, но и тормозить. Хоспис является альтернативой эвтаназии.

5. Хоспис — система комплексной медицинской, психологической и социальной помощи больному.

6. Хоспис не стены, а люди, сострадающие, любящие и заботливые.

7. Хоспис — это мировоззрение гуманизма.
Особенностью хосписного движения является то, что его концепция довольно нова. Принципы прав человека повлияли на развитие идеи, что смертельный диагноз не означает исключения человека из жизни. Цель открытия учреждений нового типа — улучшение жизни человека, которому поставлен смертельный диагноз.
Вера Миллионщикова считает, что появление в России нового вида спецучреждения — хосписа, не противоречит общепринятой российской медицинской практике, в которой принятие решений приходит «сверху». Напротив, разные направления работы составят, в конечном счёте, основу для функционирования медико-социальной службы помощи смертельно больным пациентам.
Диана Невзорова отмечает, что в основе качественной работы Первого московского хосписа лежит принцип уважения автономии пациента. Пациенту никогда не отказывается в предоставлении информации о его здоровье, принимается и уважается отказ от лечения и реанимации. Все методы лечения и времяпрепровождения в хосписе обсуждаются с больным и его родными.

## Список литературы
1. Гуманитарные проблемы обустройства социального пространства: философия хосписа. Научная библиотека диссертаций и авторефератов disserCat. Дата обращения: 5 мая 2017. Архивировано 14 мая 2017 года.
2. Зорза В. Путь к смерти. Жить до конца. — М.: Прогресс, 1990. — ISBN 5-01-003089-6.
3. Пономарева И. П. История развития хосписов в России // Фундаментальные исследования  / под ред. И. В. Глущенко, В. А. Куренной. — 2012. — № № 7 (часть 2). — С. 377—380.
4. Хосписы. Сборник материалов: литературный обзор, рекомендательные и справочные материалы. / под ред. В.В. Миллионщиковой, С.А. Полишкис, Е. Кадетовой (отв. ред.), Н. Федермессер, М. Граусман, Т. Семчишиной. — М.: Благотворительный фонд помощи хосписам «Вера», 2011. — ISBN 9785905700026.
5. Cooke M.A. The Russian way of hospice // Hospice Palliative Care. — 1995. — Vol. 4. — P. 9-17. — ISBN 0335196055.
6. Luczak J. Palliative care in eastern Europe // Facing Death:New Themes in Palliative Care / ed. D. Clark, J. Hockley, S. Ahmedzai. — Philadelphia: Open University Press, 1999. — P. pp. 170—195. — 306 p. — ISBN 0335196055.
7. Wright, M.; Twycross, R. Victor Zorza: A Life Amid Loss. — Lacaster: Observatory Publications, 2006. — ISBN 0954419219.